# Gelis sapporoensis
Gelis sapporoensis là một loài tò vò trong họ Ichneumonidae.